# Maria Casentini

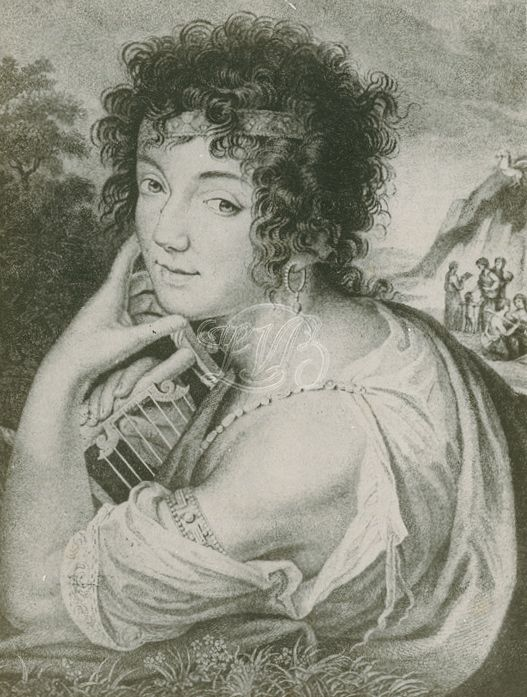
Maria Casentini

Maria Casentini, född 1778, död 1805, var en italiensk ballerina. Hon var aktiv vid Wiens hovopera Kärntnertortheater 1796-1804 (med uppehåll 1801-1803), där hon beskrevs som en ledande artist. 
Vid denna tid fanns det en balett både vid Burgtheater och i Kärntnertortheater i Wien, men dess medlemmar bestod nästan uteslutande av italienska dansare, tränade i franskt stil.
Hennes mest kända föreställning är kanske huvudrollen i premiären av Die Geschöpfe des Prometheus av Salvatore Vigano (1801), och Das Waldmädchen av Giuseppe Trafieri (1796), till vilken Beethoven komponerade tolv variationer (WoO17) ur en rysk dans som hon utförde.
Hon nämns i Hedvig Elisabet Charlottas dagbok under dennas besök i Wien 1798: 
"På kvällen var jag på Kärnthner Thor-teater och blev nu alldeles intagen av Cassentini, som verkligen är förtjusande, dansar mästerligt och är mycket graciös. Hennes manlige moatjé, Valeani, kunde på intet sätt mäta sig med henne, ej heller sekonddansösen Venturini, som dock är ganska framstående. [...] I synnerhet hennes plastik och minspel äro beundransvärda. [...] Hon var bedårande, och blev otroligt applåderad."
Hedvig Elisabet Charlotta nämner Cassentini som Wiens mest berömda och omtalade dansös och nämner att hon också umgicks i baron von Arnsteins salong, något som annars inte var vanligt bland scenartister på den tiden.